# Miss Sahhara
Miss Sahhara (stylisée comme Miss saHHara, prononcée comme Sahara) est une reine de beauté nigériane britannique, mannequin, chanteuse compositrice et défenseure des droits humains. Elle est connue pour avoir représenté le Nigeria dans des concours de beauté internationaux pour attirer l'attention sur le sort des personnes LGBTQI+ en Afrique.
Première femme trans nigériane à sortir publiquement dans la presse internationale, elle est aussi la première femme trans noire à être couronnée gagnante d'un concours international de beauté. Elle a fondé une organisation mondiale de sensibilisation aux personnes trans appelée TransValid.

## Biographie
En grandissant, Miss Sahhara déclare qu'elle ne s'est jamais adaptée aux opinions religieuses et conservatrices de la société nigériane. Vivre au Nigéria ne lui a pas permis de prendre conscience de sa dysphorie de genre.
Elle s'est tournée vers la religion dans l'espoir d'une guérison, priant Dieu de faire d'elle une femme quand elle serait grande. Ses dilemmes identitaires ne prenant pas fin, elle a décidé de mettre fin à ses jours, car les pasteurs de son église et les gens qui l'entouraient lui répétaient sans cesse qu'il y avait quelque chose d'anormal dans ses caractéristiques féminines. Elle a affirmé avoir tenté de se suicider à deux reprises et avoir survécu. Ces tentatives de suicide l'ont rendue déterminée à quitter le Nigéria pour une société plus tolérante ou à réussir à se suicider lors de la troisième tentative.

### Emprisonnée au Nigéria
Durant son adolescence, elle a été enfermée dans une cellule de prison nigériane en raison de sa féminité,. Son emprisonnement l'encourage à quitter le Nigéria, car l'autre éventualité aurait été de mettre fin à ses jours avec succès. Le 20 novembre 2013, elle évoque ses expériences dans un article qu'elle a écrit pour Gay Star News lors de la Journée du souvenir des transgenres:

« J'aimerais pouvoir dire au plus jeune moi qui a tenté de se suicider deux fois que la vie s'améliore et que les rêves se réalisent honnêtement. Il y a de nombreuses années après avoir été libérée d'une horrible prison nigériane pour être différente, je n'imaginais pas que la vie pouvait être aussi incroyable. Alors tout ce que je pouvais penser était que je pouvais mourir dans cette prison et que personne ne le saura ou ne s'en souciera. Être emprisonné semblait justifiable, étant donné que j'étais puni pour être « gay » comme ils le supposaient en raison de mes traits féminins et de mes manières. Je n'étais pas gay, je suis une femme née différemment à cause de défauts naturels. Ce que je ressentais ne correspondait pas à mon apparence extérieure. Être assigné à un homme à la naissance ne fait pas de moi un homme ou une femme, personne n'est né homme ni femme, vous êtes né homme ou femme, puis vous devenez votre sexe préféré en grandissant, faisant ainsi de vous un homme ou une femme. Pour moi, ce sexe était féminin. On m'a assigné homme à la naissance mais mon cerveau, mes gestes, mes traits et mon port fonctionnaient comme ceux d'une femme. Grandir et ne pas savoir ce qui arrivait à mon corps m'a rendu confus et perdu. Je ne pouvais pas en parler avec ma famille car ma féminité était mal vue à cause de la religion et je ne pouvais pas en parler à mes amis car ils ne comprendraient pas ce que je vivais. J'ai trouvé du réconfort dans la musique et les rêves. Je rêvais d'être libre, d'être moi-même, libre d'insultes, libre de jugement et libre de harcèlement. »

Son expérience avec la police nigériane l'amène à chercher et trouver refuge à Londres au Royaume-Uni.

### Vie au Royaume-Uni
En 2004, Miss Sahhara quitte le Nigeria pour s'installer au Royaume-Uni. Dès lors, consultant des médecins qui l'ont aidé le long de son cheminement vers la féminité, elle a pu prendre conscience de sa dysphorie de genre.
Elle joue de la musique pendant 10 ans, jusqu'en novembre 2014 quand la salle a fermé, au Cabaret Kitsch de Madame Jojo à Soho.

### Mannequin
Elle apparait sur de nombreux défilés de mode à Londres et au-delà notamment pour Ziad Ghanem à la Fashion Week de Londres pendant 4 saisons de mode,,.
Par ailleurs, pendant plus de 5 ans elle est impliquée dans Alternative Fashion, et présente une fois ses créations de couture.

### Éducation
Miss Sahhara est titulaire d'un master en médias numériques et a étudié à l'Université métropolitaine de Londres.

### Conflits en ligne
Miss Sahhara est connue pour ses conflits en ligne constants avec les blogueurs nigérians. Cela va des histoires qu'ils publient à son sujet, et qu'elle prétend être des mensonges à des écrits transphobes flagrants. Par exemple, la tendance à l'appeler « homme » et le refus d'utiliser des pronoms féminins pour la décrire.
Son processus « d'éducation », comme elle le dit, sur sa page Facebook se termine également parfois par des disputes passionnées et une guerre des mots avec ses fans. Elle répond en effet sur sa page aux sujets qu'elle considère comme transphobes et préjudiciables pour les personnes transgenres. Le 29 avril 2016 en particulier, elle publie un long message en réponse aux articles publiés par des blogueurs africains sur son apparition sur BBC Africa dans Her Shoes. Les blogueurs avaient déclaré qu'après avoir lutté au Nigeria en tant qu'homme gay, elle a décidé de devenir femme. Leur répondant, elle insiste que sa démarche n'est pas pour attaquer, mais plutôt dans l'optique d'éduquer les personnes qui écrivent et commentent sur les personnes transgenres dans le domaine public. Elle précise dans son message n'avoir jamais été un homme et que sa validité en tant que femme ne vient de personne d'autre qu'elle-même. Le message attire plus de 100 commentaires.
Sa rhétorique antireligieuse lui vaut aussi des réactions de colère de la part des nigérians, à chaque fois qu'elle publie un message lié à la religion. Elle soutient que toutes les religions sont oppressives et archaïques. Cela attire les critiques de ses fans disant qu'elle devrait se concentrer sur son travail de plaidoyer au lieu de diffuser ses opinions sur des sujets qui divisent tels que la religion. Faisant fi des critiques, elle continue d'exprimer sa frustration sur les raisons pour lesquelles les Africains refusent de remettre en question leur foi qu'elle qualifie de "relique coloniale".
Elle est une critique virulente de la loi de 14 ans d'emprisonnement des personnes LGBTQI+ au Nigeria. Par ailleurs Ebuka Obi-Uchendu affirme dans un tweet avoir connu Miss sahhara sous un certain nom masculin. Une affirmation qu'elle réfute par la suite et refuse de publier son nom de naissance complet insistant sur le fait que la publication de son ancien nom et de ses photos n'a aucune pertinence pour qui elle est.

## Concours de beauté
Sa carrière de concours de beauté commence lorsqu'elle s'installe à Londres en 2004. Dès son arrivée, représentant le Nigéria pour la première fois, elle participe à Alternative Miss World d'Andrew Logan et arrive deuxième.
Elle représente encore le Nigéria au concours de beauté Miss International Queen en 2011 à Thaïlande. Au cours du concours, elle s'est présentée aux médias mondiaux comme une fière femme transgenre nigériane luttant pour l'acceptation et l'égalité de la communauté LGBTQI+ en Afrique; elle devient la première femme trans nigériane à sortir publiquement dans la presse internationale.
Le 19 juillet 2014, elle remporte son premier titre international, Eat Bulaga!'s Super Sireyna Worldwide à Manille aux Philippines; un concours de beauté transgenre sur la télévision Eat Bulaga!,. Dans ce concours, elle représente le Nigeria dans l'optique d'attirer l'attention sur les attitudes sociales et juridiques négatives envers la communauté LGBTQI+ en Afrique. Elle devient ainsi la première femme trans noire à être couronnée gagnante d'un concours international de beauté.
En 2016, elle est finaliste au concours de beauté Miss Trans Star International à Barcelone.
Miss Sahhara fonde en 2020, Miss Trans Global, un concours numérique transgenre dans l'optique de sensibiliser au sort des personnes LGBTQI+ dans le monde. La première édition du concours eu lieu le 12 septembre 2020.

## Engagements sociaux
En 2014, Miss Sahhara lance un projet de sensibilisation mondial pour la communauté transgenre appelé TransValid. L'organisation est lancée avec la campagne #IamValid et #YouAreValid, où des personnes transgenres et leurs alliés ont réalisé des vidéos d'eux-mêmes proclamant leur soutien à la communauté transgenre. A travers TransValid, elle espère éduquer davantage sur les questions transgenres en utilisant différents médias et forums publics.
En août 2015, elle produit pour TransValid un court métrage intitulé Le prix mortel de la transphobie au Brésil. Le film met en lumière les difficultés et le danger de vivre au Brésil en tant que femme transgenre. Elle sensibilise régulièrement la communauté transgenre sur leur droit de vie.